# Synantheopsis primus
Synantheopsis primus is een zeeanemonensoort uit de familie Actiniidae.
Synantheopsis primus is voor het eerst wetenschappelijk beschreven door England in 1992.